# Cantus planus
Cantus planus je latinský výraz pro způsob zpěvu užívaný v liturgii západní církve. Ačkoli se východní pravoslavná církev a západní církev rozdělily až dlouho po vzniku canta plana, byzantský zpěv se obvykle za cantus planus nepovažuje. Jedním z typů canta plana je Gregoriánský chorál.

## Popis
Cantus planus je monofonní, sestávající pouze z jedné melodické linky bez doprovodu. Rytmus je zpravidla volnější, než u měřeného rytmu pozdější západní hudby.
V anglickém prostředí se též můžeme setkat s označením plainsong nebo plainchant. U Jeronýma moravského, ale ještě i v německé hudební teorii 18. století, je pro cantus planus používán též termín cantus firmus (základní melodie vícehlasých kompozic), neboť cantus firmus býval často vybírán právě z gregoriánského chorálu.

## Dějiny

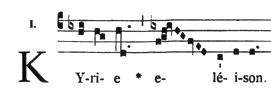
Ukázka Kýrie Eléison (Orbis Factor) z Liber Usualis, v neumové notaci. Zde je ukázka provedení

Cantus planus se vyvinul v nejstarších obdobích křesťanství, zřejmě pod vlivem židovského synagogálního zpěvu a zcela jistě pod vlivem řeckého modálního systému. Má však vlastní systém notace při užití čtyřlinkové osnovy místo pětilinkové.